# Кривенцев, Павел Сергеевич
Павел Сергеевич Кривенцев (род. 16 января 1996, Алма-Ата) — казахстанский футболист, нападающий казахстанского клуба «Хан-Тенгри».

## Карьера
Футбольную карьеру начал в 2017 году в составе клуба «Кайрат».
В 2019 году подписал контракт с клубом «Кызыл-Жар СК».
В 2020 году перешёл в «Шахтёр» Караганда.

## Достижения
«Кайрат»
- Обладатель Кубка Казахстана: 2018

«Кызыл-Жар»
- Победитель Первой лиги: 2019

## Клубная статистика
| Игровая карьера | Игровая карьера | Игровая карьера | Лига | Лига | Кубок | Кубок | Межд. | Межд. | Др. | Др. |
| --------------- | --------------- | --------------- | ---- | ---- | ----- | ----- | ----- | ----- | --- | --- |
| 2017            | Кайрат А        | Б               | 15   | 0    | —     | —     | —     | —     | —   | —   |
| 2018            | Кайрат А        | Б               | 22   | 2    | —     | —     | —     | —     | —   | —   |
| 2018            | Кайрат          | А               | —    | —    | 1     | 0     | —     | —     | —   | —   |
| 2019            | Кызыл-Жар СК    | Б               | 25   | 11   | 3     | 1     | —     | —     | —   | —   |
| 2020            | Шахтёр          | A               | 13   | 0    | —     | —     | —     | —     | —   | —   |
| 2021            | Туран           | А               | 4    | 0    | 1     | 0     | —     | —     | —   | —   |
| 2021            | Туран М         | В               | 1    | 0    | —     | —     | —     | —     | —   | —   |
| 2022            | Жетысу          | Б               | 8    | 0    | 3     | 0     | —     | —     | —   | —   |
| 2022            | Хан-Тенгри      | В               | 11   | 10   | —     | —     | —     | —     | —   | —   |